# 金刀比羅神社 (京丹後市)
金刀比羅神社（ことひらじんじゃ）は、京都府京丹後市峰山町にある神社。社格は府社。文化8年（1811年）峯山藩7代藩主であった京極高備の命により創建された。家内安全、商売繁昌、交通安全、開運厄除、大漁満足、海上安全、学業成就、病気平癒、安産などの神徳を有し、丹後一円から信仰を集め、地元では親しみを込めて「丹後のこんぴらさん」と呼ばれる。
2017年（平成29年）4月、文化庁により、地域の歴史的魅力や特色を通じて日本の文化・伝統を語るストーリー「日本遺産」の「丹後ちりめん回廊」を構成する文化財のひとつに認定された。

## 祭神
- 大物主神（おおものぬしのかみ）

万物をつかさどる神であり、五穀豊穣、殖産業繁栄、疫病除け、酒造り、海難救助、国家国土と国民生活の守り神など、広大無辺な信仰を集める。大己貴神（おおなむちのかみ）、八千矛神（やちほこのかみ）、大国魂神（おおくにたまのかみ）、顕国魂神（うつしくにたまのかみ）などの御名がある。大和国一宮の大神神社の御祭神でもある。

## 歴史

金刀比羅神社境内絵図（北丹後地震以前の境内）

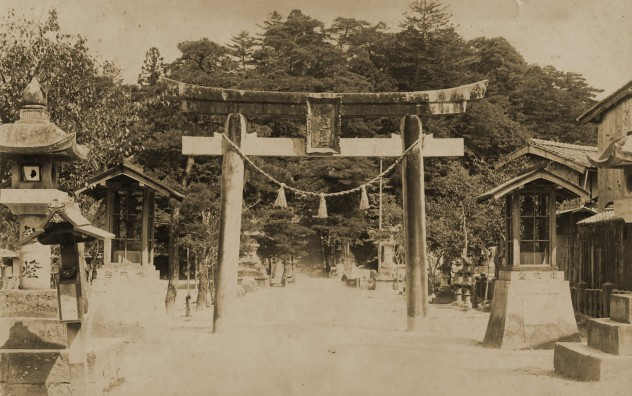
大正期の金刀比羅神社参道正面

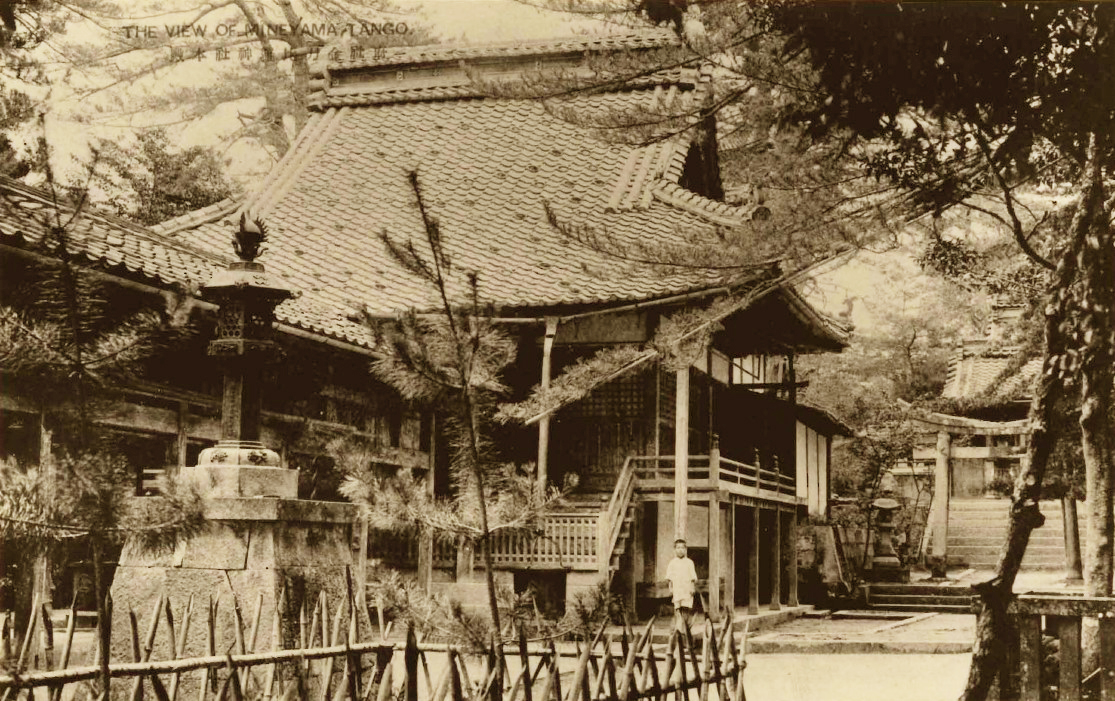
大正期の金刀比羅神社拝殿と回廊

### 通史
京丹後市峰山町の金刀比羅神社は、文化8年（1811年）峯山藩7代藩主京極高備の命によって創建された。京極高備は、讃岐の金毘羅権現の霊威感応が迅速で、たびたび効験を深く感じたことにより、分霊を峯山に勧請することを望み、文化7年（1810年）3月、昌峯山増長院の僧・尊光に相談した。金毘羅権現は日本一社として、分宮をしない掟があったが、当時の金毘羅権現別当であった金光院が、尊光と共に高野山で学んだ旧知の仲であったことや、高備の同族である多度津藩の京極家の縁もあり、分宮が認められた。翌文化8年（1811年）2月19日に金毘羅宮で棟上式が行われ、四国へ代参していた峯山藩番頭渡辺但見俊猛によって、2月23日に御神体が当地に遷宮された。
当時の社殿は、 昭和2年（1927年）3月7日に丹後半島を襲った北丹後地震により、全壊し失われた。現在の社殿は昭和8年（1933年）に再建された。
北丹後地震について
マグニチュード7と推定される北丹後地震では、峰山町は壊滅状態となり、金刀比羅神社も社殿を始め殆どの建造物が壊滅的な被害を受けた。そこで、府営の仮神殿に御神体を安泰。阿里山の檜材を得て昭和4年（1929年）から復興造営に着手した。本殿・拝殿・斎館などの主要な建物は昭和5年（1930年）に再建され、昭和8年（1933年）にはひと通り修復を終えた。約6000坪の境内に、約180段の石段、本殿、拝殿の整備・復旧させるための低利資金は約14万円（消費者物価指数をベースにすると2017年現在の貨幣価値は約2億9,200万円）を要し、多くが地元有志の寄付で賄われた。その時の寄付者の名が刻まれた芳名碑が石段脇に並んでいる。その中には (株) 丹後商工銀行（現京都銀行の前身:京都銀行峰山支店が丹後商工銀行本店）、吉忠商店（現吉忠）、丸紅商店（現丸紅）ミヨシ石鹸合名会社（現ミヨシ石鹸）など、丹後地方の地場産業であるちりめん産業と縁のあった企業の名がある。
増長院との関係について
増長院の尊光と金毘羅宮の別当の松尾寺金光院は同じ真言宗であり、青年の頃に高野山大楽院の衆坊で共に学んだ間柄である事から、分霊勧請の斡旋を依頼しやすい交友関係があった。分霊後、太政官告示による神仏分離がされるまで別当寺として支配に当たった。増長院には、金刀比羅神社に関する文献等があったとされるが2018年現在は廃寺となっている。
多度津藩との関係について
讃岐丸亀藩6万2000石の領地である琴平は、2代藩主京極高豊の男子3人が早世したため家の断絶を恐れ、宗家を5男京極高或に継がせ、4男京極高通 (多度津藩主)は1万石を分与された。その時に金毘羅宮のある象頭山（琴平山）が丸亀藩の支藩である多度津藩の領地となり、4代藩主京極高賢の代に峰山に分霊された。

### 年表
- 文化8年（1811年） - 峯山7代藩主京極高備の命によって創建される。
- 文政13年（1830年） - 木島神社（末社）が木嶋坐天照御魂神社の養蚕神社より分霊される。
- 文政13年（1830年） - 2層塔の鐘楼が完成した年と考えられる[7]。
- 天保3年（1832年） - 木島神社に狛猫が献納される。
- 安政2年（1855年） - アメリカ船が浦賀沖に来て国内が騒がしくなったので3月9日から3日間、万民百穀の祈祷を行う[7]。
- 明治2年（1869年） - 太政官の通達により仏式による仏像・仏具等の一切の取払いを命じられる。
- 明治2年（1869年） - 神社号を琴平神社、または金毘羅神社に変えるよう、峯山藩知事に申請し、琴平神社と定められる。それまでは金毘羅宮と呼ばれた。
- 明治4年（1871年） - 金刀比羅神社と改号許可を受ける。この年、大神事（大祭）が行われる。
- 明治6年（1873年） - 豊岡県より村社の指定を受ける。
- 明治14年（1881年） - 丹後・但馬巡遊中の有栖川宮熾仁親王夫妻が昼食に立ち寄る[7]。
- 明治28年（1895年） - 松方正義が鉄道路線視察のために巡行中、峰山に宿泊した時、ちょうど祭礼中であり屋台を見て悦に入ったと記録されている[10]。
- 明治29年（1896年） - 東園基光が勅使として水害視察の為、近府県を巡視した際に社務所に宿泊する[10]。
- 大正8年（1919年） - 府社に昇格。
- 昭和2年（1927年） - 北丹後地震により倒壊、焼失[11]するなど壊滅的な被害を受ける。
- 昭和8年（1933年） - 社殿が再建される。

## 境内
境内には、本殿、拝殿、神門、絵馬舎、手水舎、7つの末社、11対の狛犬（うち1対は狛猫、1対は石狐）、水盤、亀の池などがある。

### 境内社（末社）

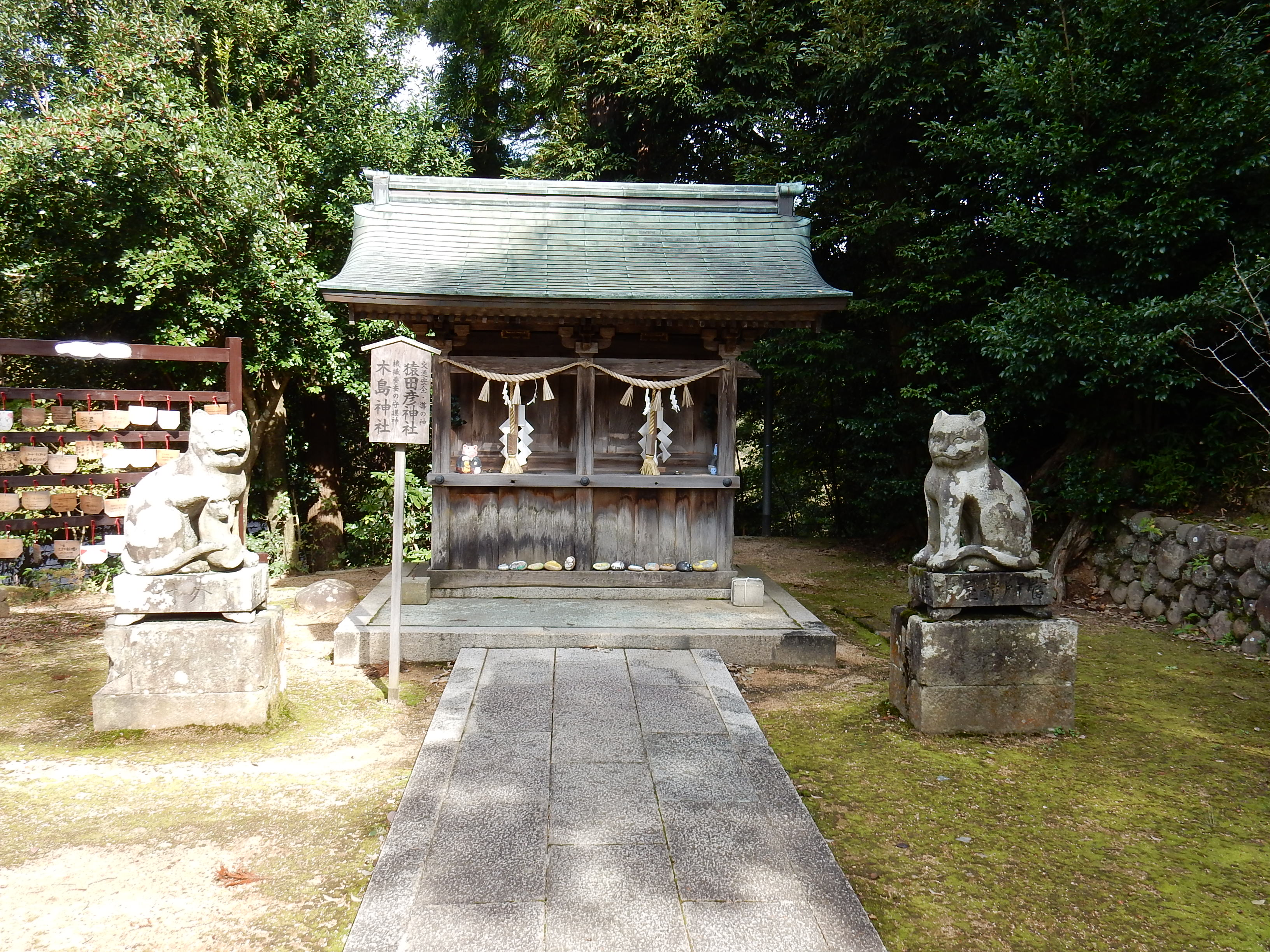
木島神社・猿田彦神社（狛猫が鎮座している）

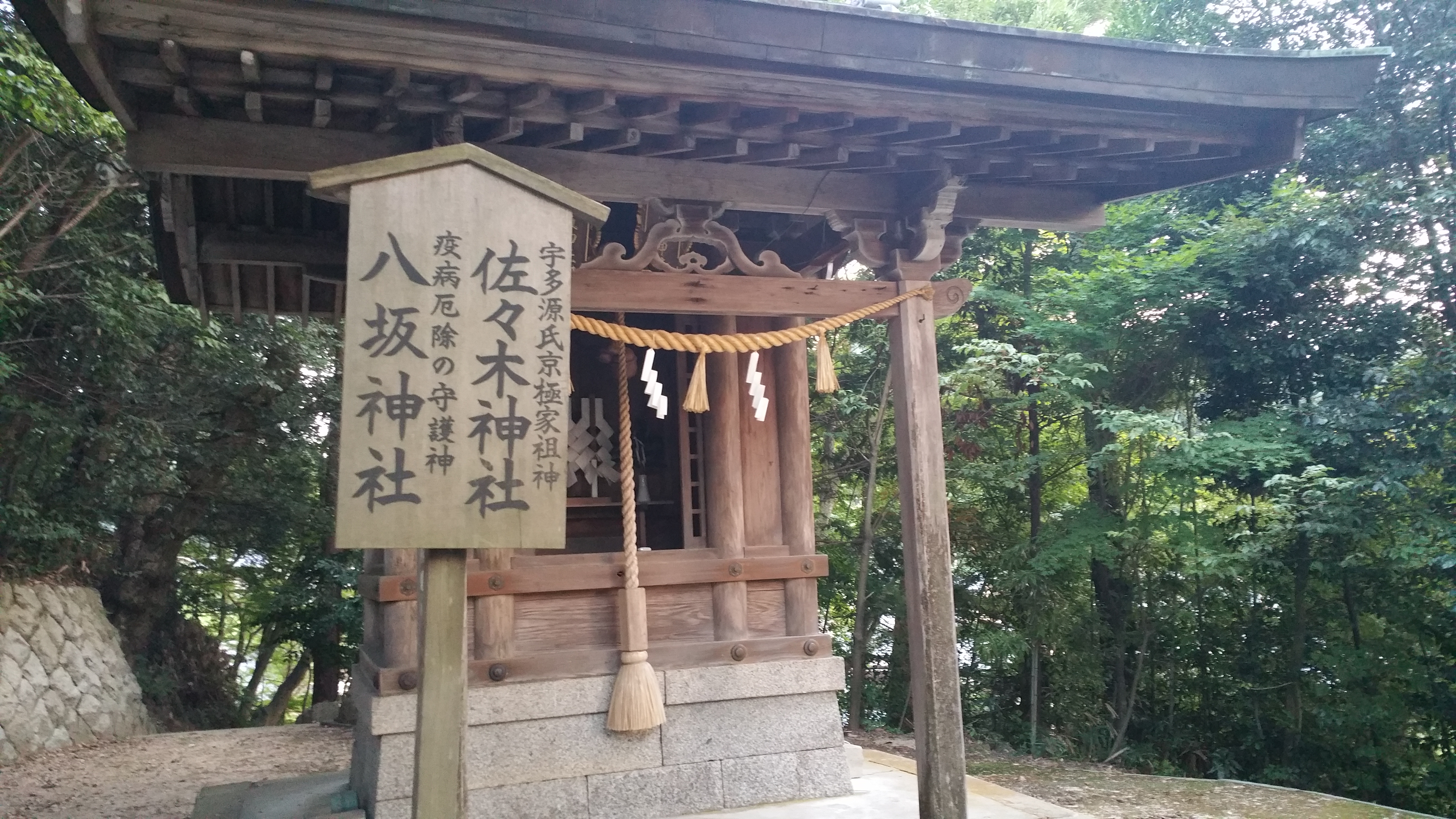
佐々木神社・八坂神社

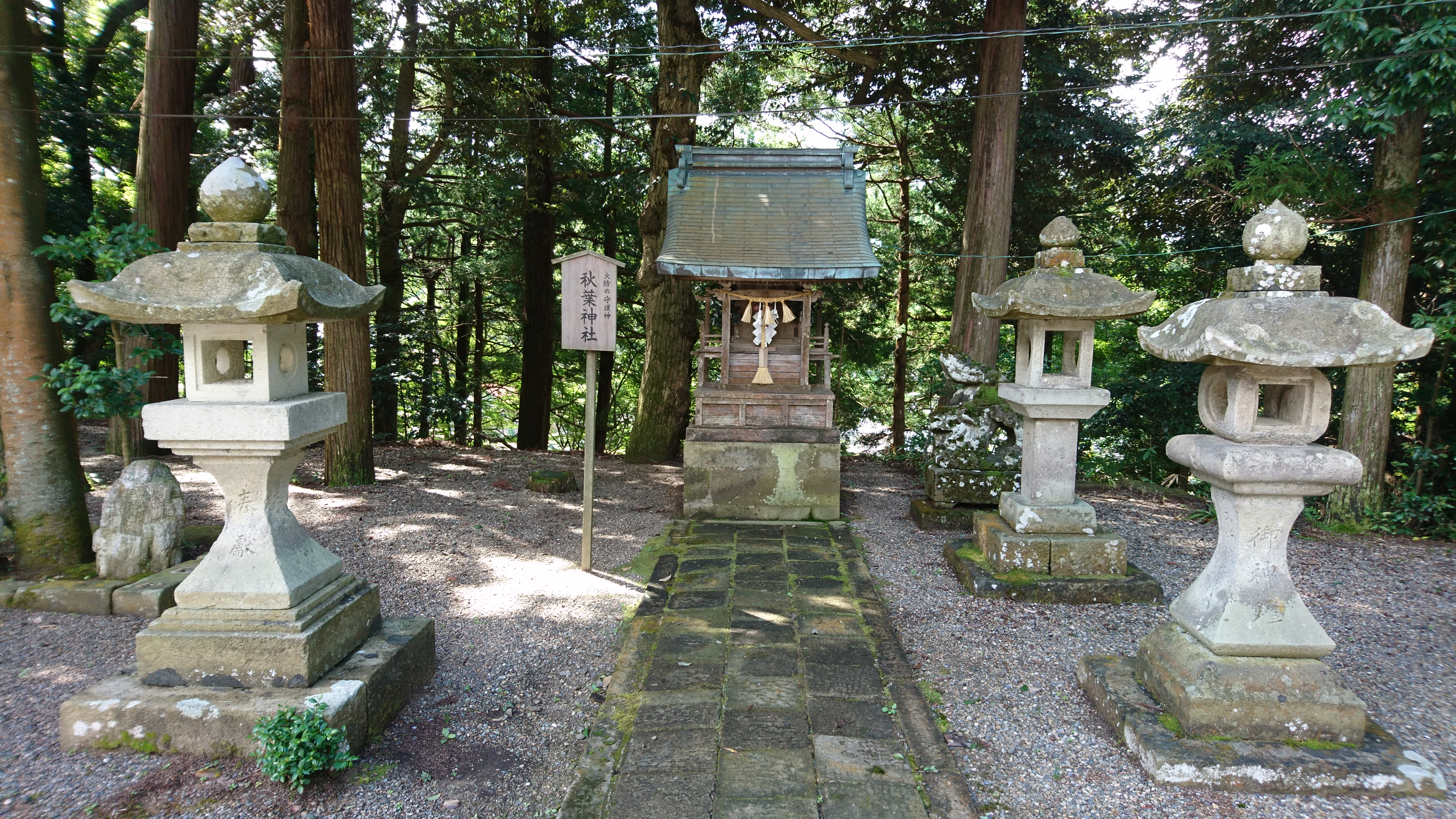
秋葉神社

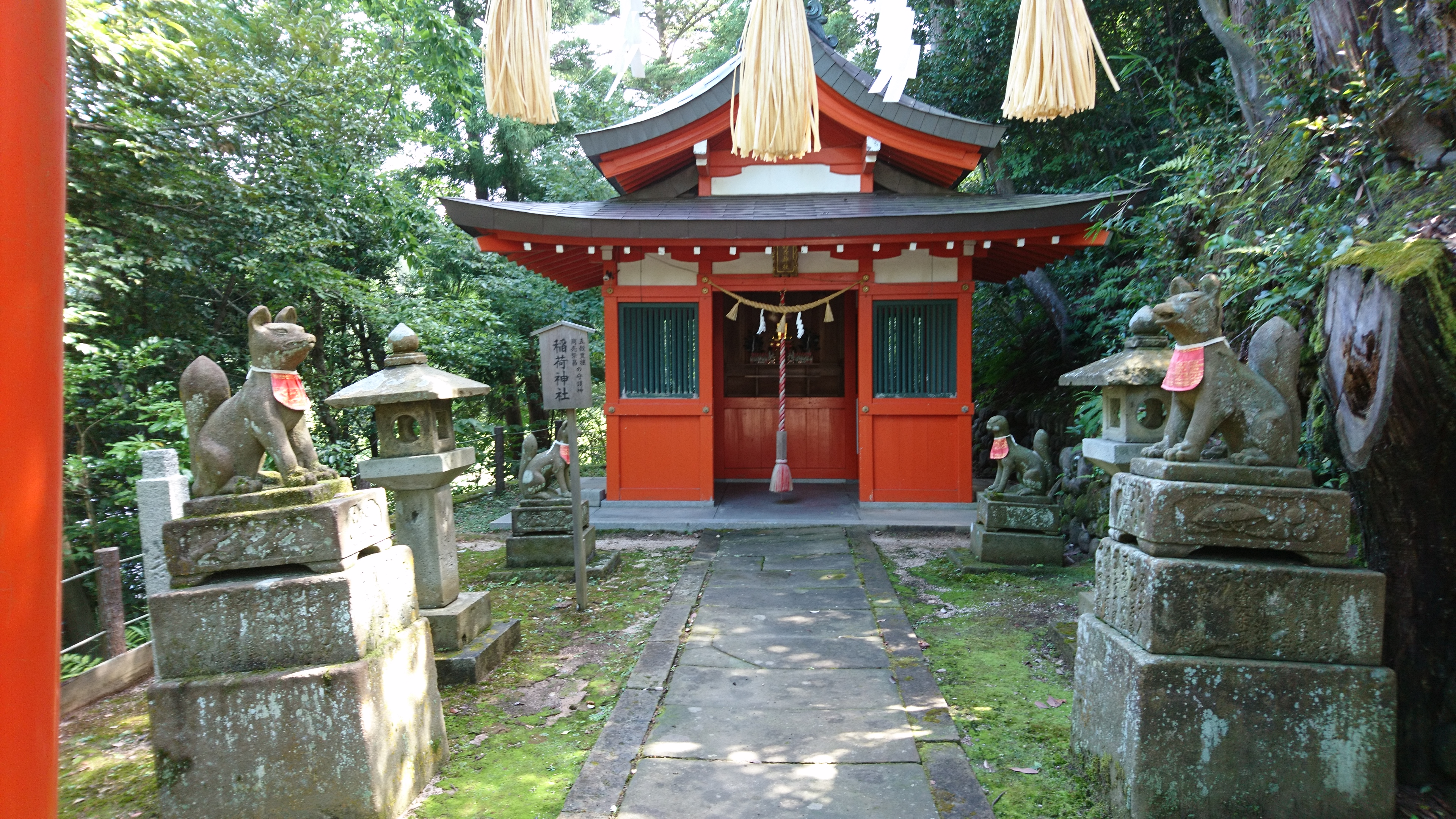
稲荷神社

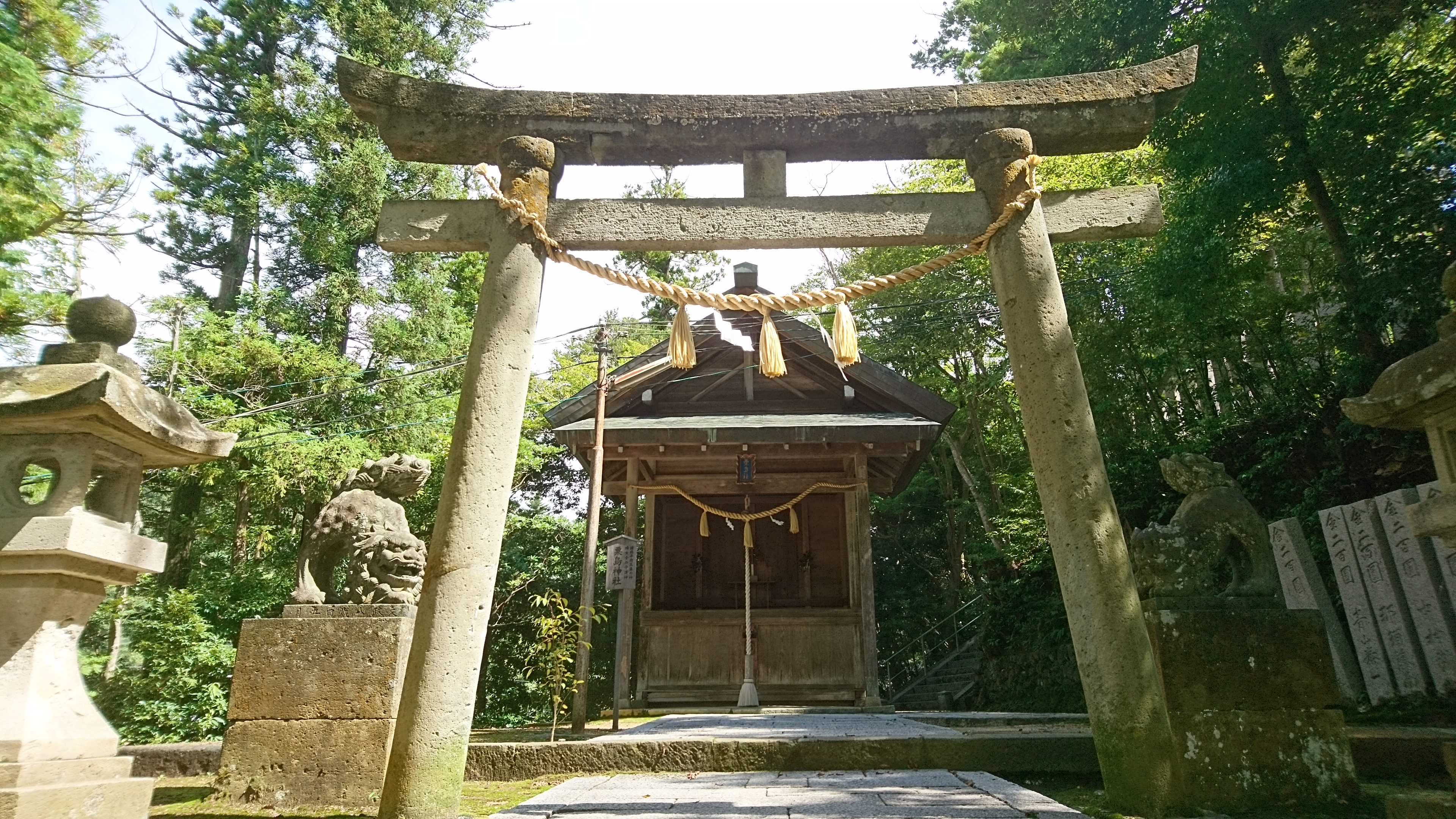
粟嶋神社（この社殿の狛犬は、江戸期の丹後地方を代表する石工・松助のものと伝わる）

木島神社・猿田彦神社
- 祭神：保食命
木島神社は養蚕の神。養蚕・ちりめん生産の盛んなこの地の業者が峯山藩の許可を得て、文政13年（1830年）に木嶋坐天照御魂神社の境内社、養蚕神社より勧請した。北丹後地震前の木島神社の建物は、二間三尺四面の遊仙窟をしのばせるものであったという[7]。
峰山の地ではネズミから蚕を守る猫が大切にされ、木島神社には全国的にも珍しい「狛猫」がある。この狛猫は、東近江発祥の豪商であり現在も京都室町で繊維商社を構える外村家一族、岩滝のちりめん問屋、山家屋の小室利七らによって天保3年（1832年）に献納された[13]。石工は大宮町平地地蔵他、丹後で数多くの石造美術を制作した長谷川松助[14]。2020年（令和2年）9月1日付で京丹後市指定文化財に指定された[15]。

佐々木神社
- 祭神：定省命、素戔嗚命
佐々木神社は、峯山藩主京極家の祖先神である。京極家は宇多源氏の系統、近江国の佐々木高綱の子孫であり、佐々木神社は元禄16年（1701年）4代京極高之の時に、先祖の廟を藩邸の表門の前に祀る。当時の神職は帯刀が許されていた[7]。明治6年（1873年）村社に列せられたが、その後、管理が悪く社殿が荒廃しつつあった[7]。峰山小学校建設を期に、明治9年（1876年）にこの地に遷宮された[7]。

秋葉神社
- 祭神：迦具土命
秋葉神社については、増長院の尊光法院の『諸事筆記控』に、文化8年（1813年）金毘羅宮内に秋葉権現を合祀することを届け出た記録が残る[7]。

稲荷神社
- 祭神：稲倉魂神
稲荷神社は、文久3年（1863年）11代藩主京極高富の代に三河国豊川村（現豊川市）の妙厳寺から稲荷蛇吉尼天を勧請し、旧三の丸の慈眼堂に祀られた。廃藩後、境内が荒れた為、明治16年（1883年）に3度の遷宮で当地に鎮座された[16]。

粟島神社
- 祭神：少彦名命
粟島神社の勧請については、文化10年（1813年）『丹哥府志』に「惣門の前、左の方へ上りて粟島大明神の社あり」と記載されている。現在も、北丹後地震前と同じ場所にあると考えられる[7]。古い札や人形をこの社に納め、川裾祭（水無月祭）に祓い清めて貰う習わしがある[7]。

### 亀の池
石橋の掛かる池には多くの亀が飼われている。社務所にて50円で亀の餌が購入できる。

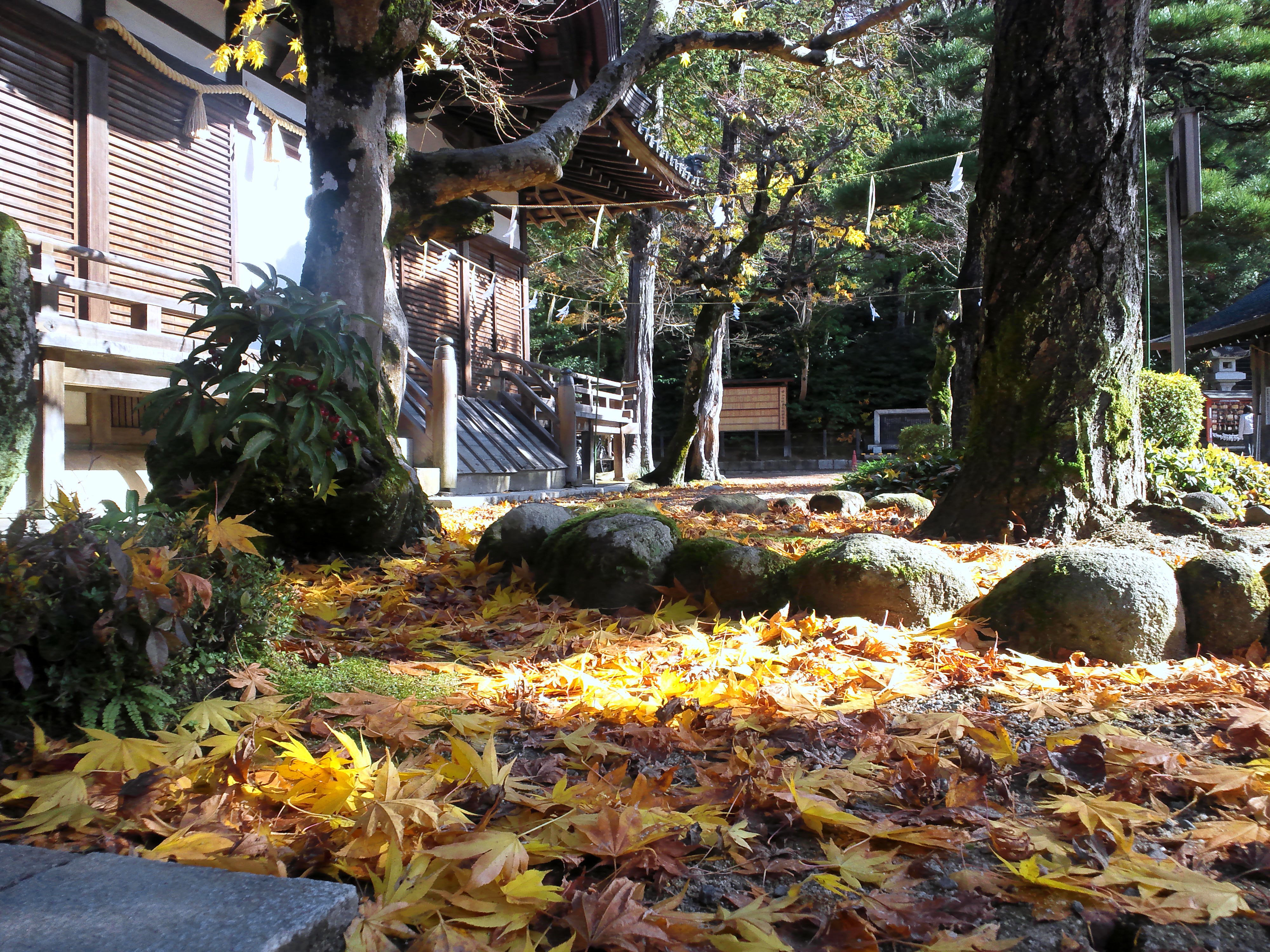
秋の金刀比羅神社境内
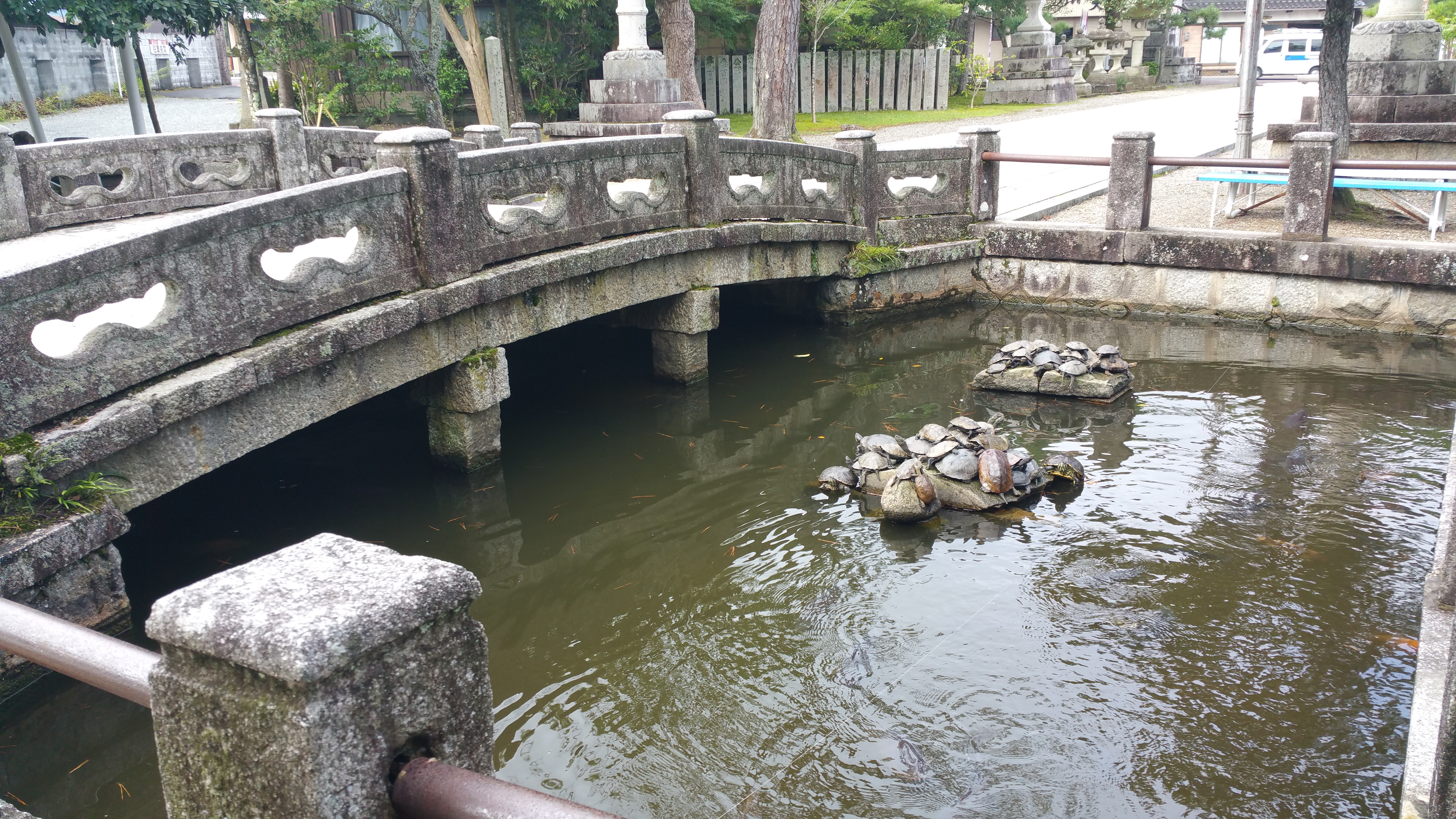
亀の池

## 祭礼

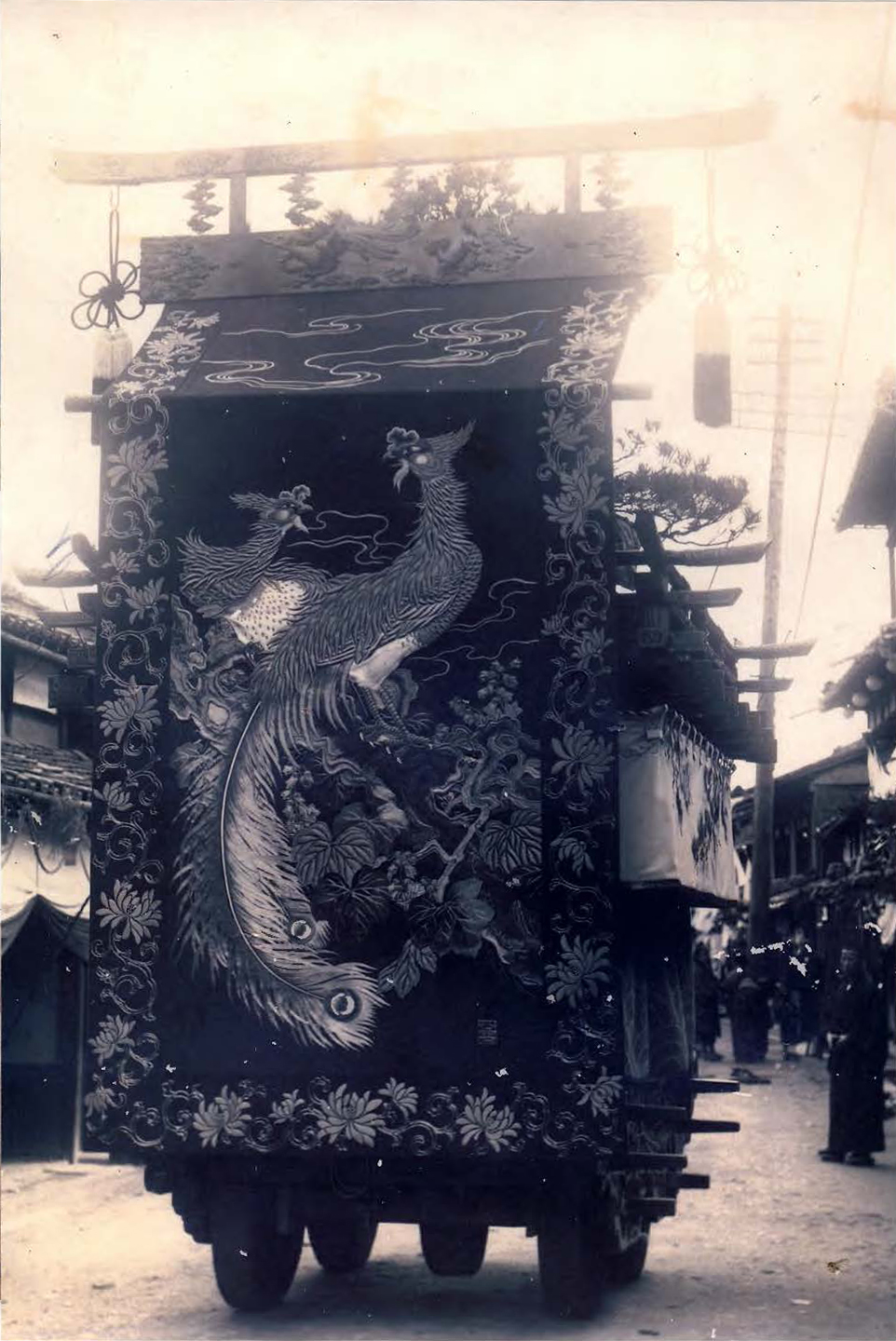
大正期の山屋台（峰山町白銀・金刀比羅山）

### 恒例祭

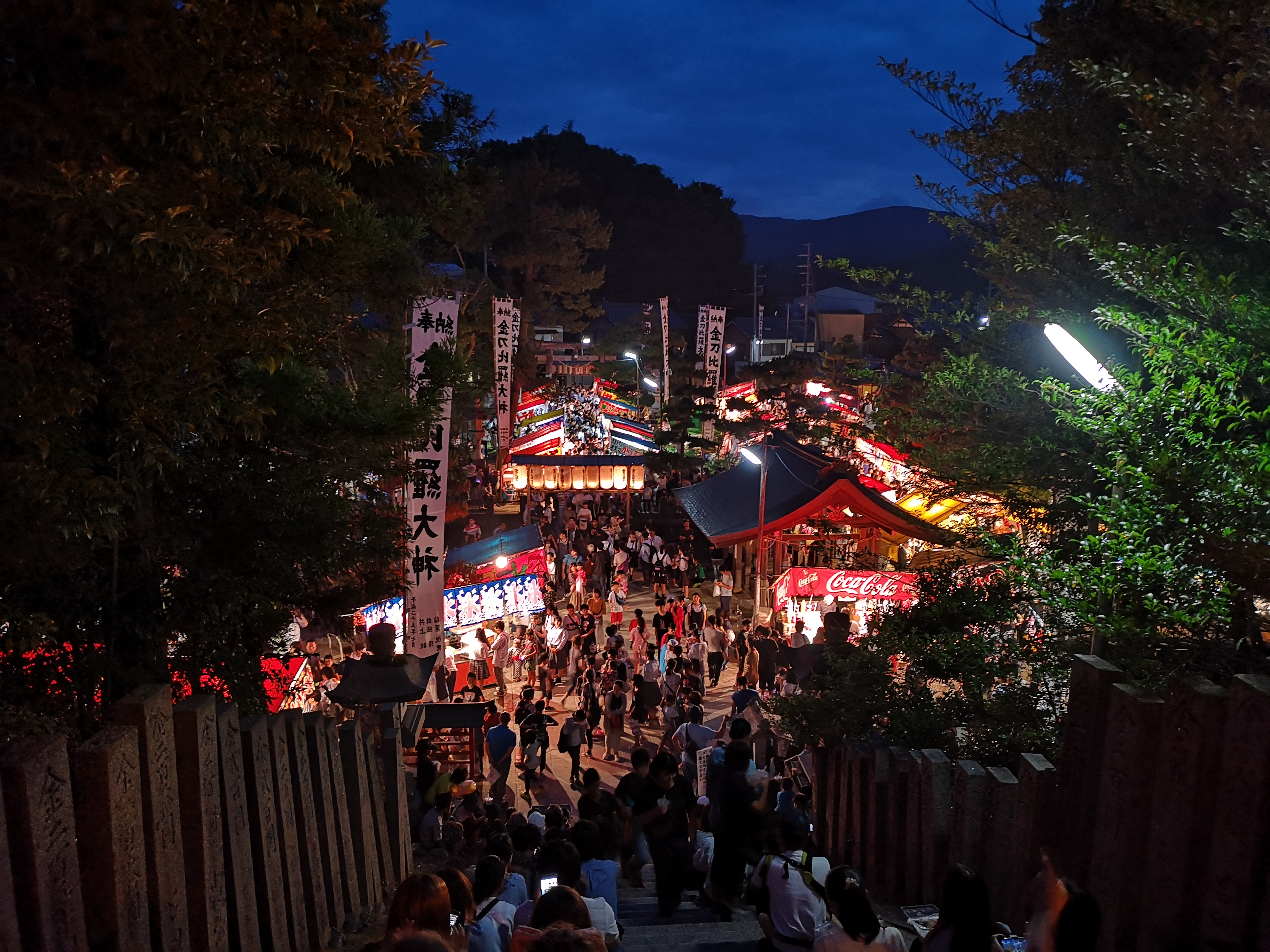
夏季大祭の境内（2019年）

#### 春季大祭（4月9日、4月10日）
1957年（昭和32年）時には、丹後最大の祭りであり、3万人の人出があった。
2019年（平成31年）時には、峰山よさこい連、峰山民謡同好会、こども踊り振興会の3団体から構成される「こんぴら春まつりの会」によって、地元の子どもから大人まで総勢60名が踊りを披露する初の企画が催された。

#### 例祭（10月10日）
神輿が非常に大きいため、最小でも50人はいないと担ぎ上げることが出来ず、人員確保が困難であることから長年台車による巡行が行われてきた。しかし、御鎮座二百年祭より奉舁巡行（担ぎ巡行）を再開している。
金刀比羅神社祭礼のはじまり
丸亀より金刀比羅権現の分霊をお迎えした1811年（文化8年）から行われる。当時は祭りの名物でもある華やかな町内の屋台が祭礼に参加していたという記録はない。町内から屋台が参加していたことが確認できるのは1854年（安政元年）からである。1855年（安政2年）の大祈祷には前年に屋台のいざこざにより浪花町と呉服町が仲たがいをしたが和解した記録がある
大祭について
節目の年には大祭が行われている。
- 1843年（天保13年）御鎮座33年 - 三日間金毘羅開扉、大般若経転読
- 1860年（安政7年）御鎮座50年 - 大般若経転読
- 1850年（明治4年）御鎮座61年 - かつての大祭は大般若経転読のみであったが金刀比羅神社と名を改め神官支配へと移行。
- 1911年（明治44年）御鎮座100年
- 1961年（昭和36年）御鎮座150年
- 1992年（平成4年）御鎮座180年
- 2011年（平成23年）御鎮座200年

#### 神輿渡御祭（毎年10月第2日曜日の前日）
10月の秋祭には神輿の渡御があり、吹貫11台、本屋台10台、竹屋台、芸屋台等9台、お神楽1組がその先駆をつとめ、各屋台が祭囃子を奏でながら町を練り歩いていた。しかし1927年（昭和2年）3月の北丹後地震が原因で、屋台2基を残して焼滅した。その後、神輿渡御祭は復活し、金峰神社を御旅所として峰山町内を巡行する。

#### 新嘗祭・紅葉祭（11月最終日曜日）
2017年（平成29年）時には、11月26日に住民らの実行委員会と金刀比羅神社によって、新嘗祭にあわせて「こんぴらさんの紅葉祭」が同日開催された 。境内では地元農産物などを販売する模擬店が立ち並び、豚汁が無料で振る舞われた。また石段のふもとでは、峰山よさこい連「はごろも」の女性15人が丹後ちりめんの衣装を身にまとい踊りを披露した 。

### 御鎮座二百年記念大祭
香川県の金刀比羅宮の分霊が御鎮座して200年の節目の年を祝うために2011年4月10日に行われた。
創建200年の記念に「厄落としクッキー」の販売が行われた。金刀比羅神社にちなんだ狛猫に関して「狛猫ステッカー」が付けられており、好評を博した。1991年（平成3年）に香川県の金比羅宮から贈られた金の祭祀道具である金幣が奉納された。
平安神宮の神職が浦安の舞などを捧げた。
また、1972年（昭和2年）の北丹後地震で焼失した11基の山車の「吹貫」のうち1基を新調してお披露目された。

## 催事
- 11月下旬には地元有志による紅葉祭が催され、紅葉期間中はライトアップが行われる。丹後の紅葉の名所として人気がある[要出典]。
- 峰山町内の和菓子店等では、境内社・木島神社の狛猫に因んだ菓子が販売されている[30]。

### こんぴら手づくり市

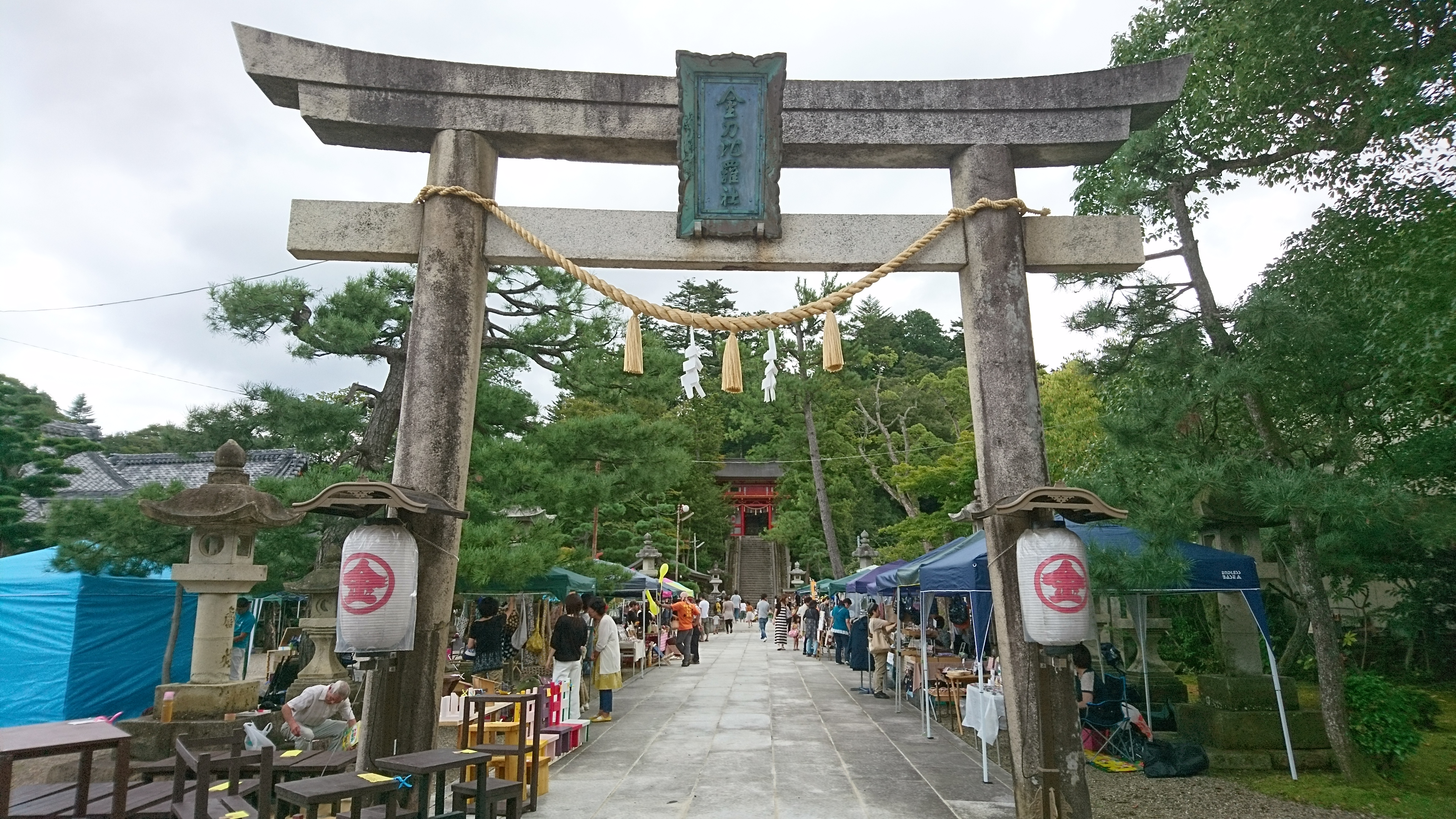
こんぴら手づくり市

「こんぴら手づくり市実行委員会」が主催し、2009年（平成21年）10月18日から1月2月を除く毎月1回（第3日曜日）に開催されてきた金刀比羅神社境内で行われる手づくり市で、通常は15から20の露店が並ぶ。後述する第1回目のこまねこまつりでは、第70回目のこんぴら手づくり市にあわせて開催されたことにちなみ、境内には猫にちなんだ作品などを販売する露店が70店が並んだ。以来、こまねこまつりの主要企画として、毎年まつりにあわせて大規模な出店を募っている。第2回目のこまねこまつりでは80回目の手づくり市開催日であったことから80店舗の出展が予定されていたが、悪天候によるまつりの中止とともに順延となった。
こんぴら手づくり市は開催回数を重ねるにつれ工夫され、雨天時には社務所や斎場を会場に室内で開催されるようになった。内容は、手芸品、陶器や工芸、鞄、衣類、パン、野菜、鉢植えなど手づくりであればよいとされ、ワンデイカフェやミニコンサート、占いなども行われる。長く続けることを目標のひとつとして開催されている。

### こまねこまつり
金刀比羅神社の末社である木島神社には、全国的に見て珍しいとされる「狛猫」がある。この「狛猫」にちなんで、2016年9月18日、「第1回こまねこまつり」が京丹後市の金刀比羅神社を中心に開催された。

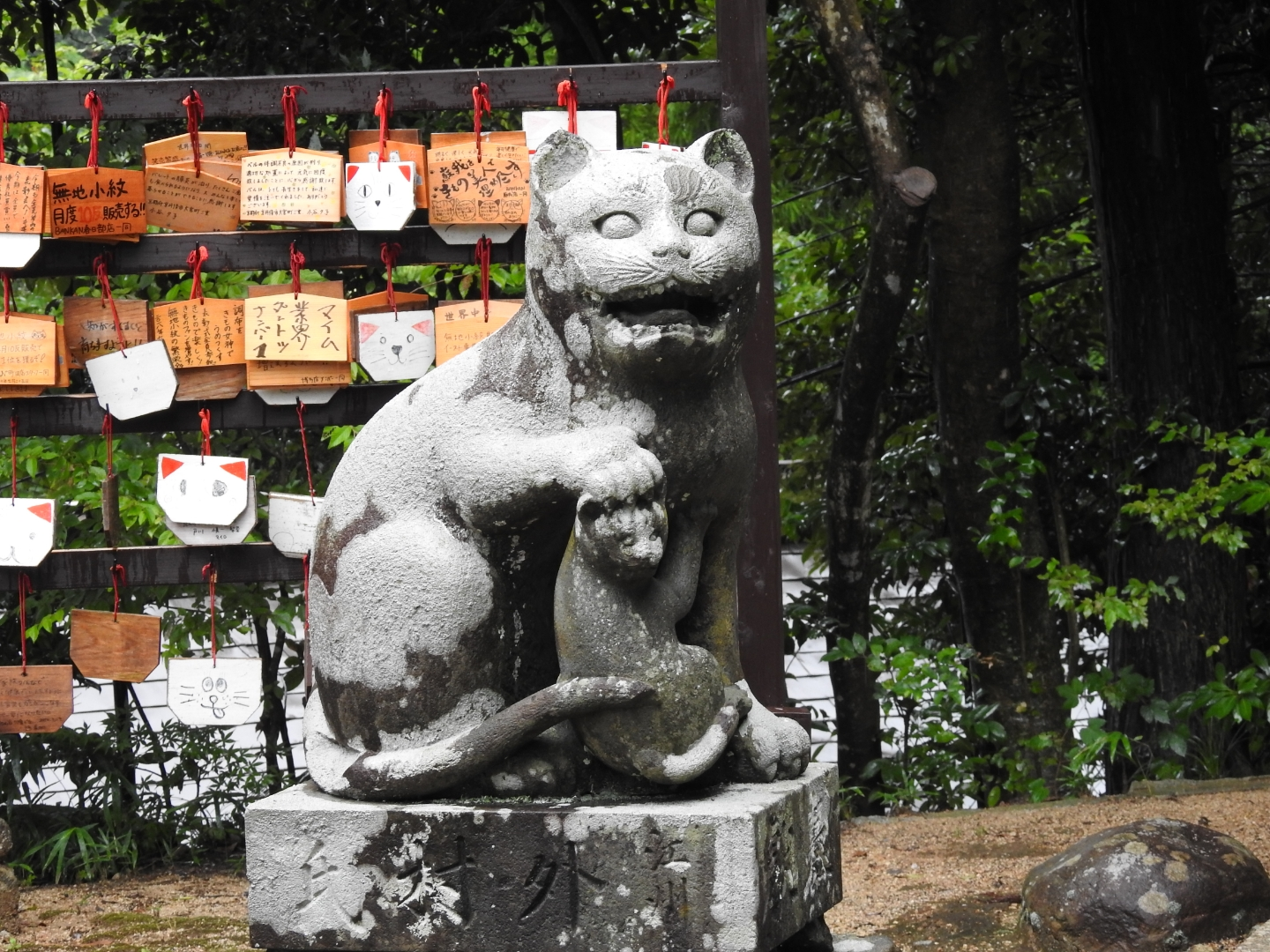
狛猫阿形
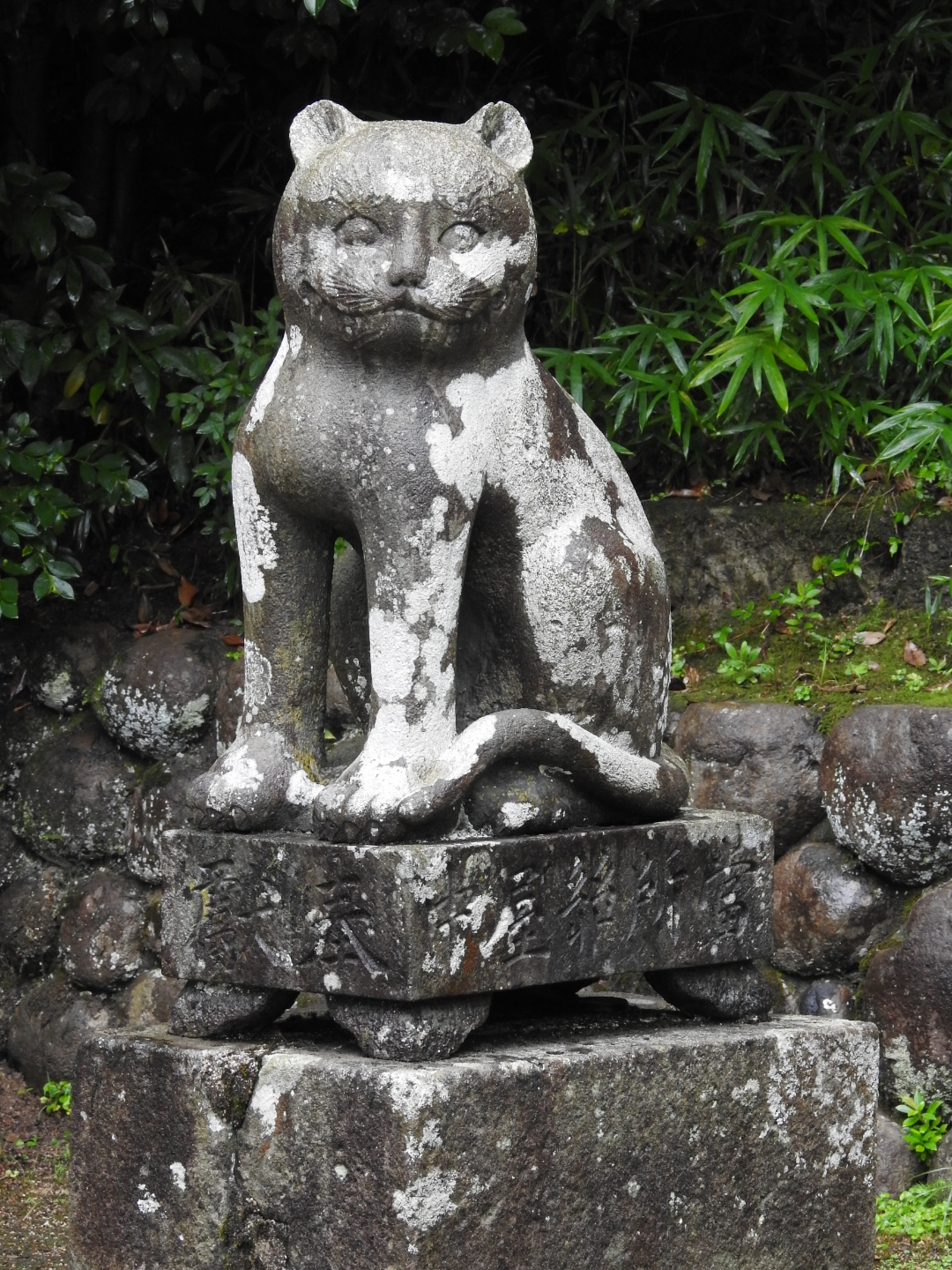
狛猫吽形

## 関係のある人物
- 岩国屋武助
  - 金刀比羅神社の隆盛に関係の深い人物。周防国岩国藩吉川氏の家臣小寺新介の7男で金毘羅分宮の時に讃岐から神霊を背負って帰り、その後一身を神社の為に捧げ造営に尽力する[7]。祖先が岩国に居た頃から金毘羅大権現を崇めていたと言われている[7]。
- 吉村伊助
  - 明治から昭和期の丹後地方の実業家。 北丹後地震で甚大な被害を被った金刀比羅神社の復興に尽力する[要出典]。
- 与謝野鉄幹
  - 「峯山の宮つくる日にいきあひて　我さへ光るみ柱のもと」と金刀比羅神社に纏わる歌を詠む[7]。父、与謝野礼厳（大田垣蓮月らと交友があった歌人であり僧侶）が与謝野町温江出身である事から妻、与謝野晶子と度々、丹後を訪れている[要出典]。第12回衆議院議員総選挙にて初代加悦鉄道社長、初代丹後縮緬工業組合理事長（その時、吉村伊助が副理事長）と歴任し、丹後の発展の為に尽くした丹後織物中興の祖と言われる津原武と同選挙区で争うが得票数99票で落選する[要出典]。（津原武は2,939票を得票し当選[42]。）
- 京極高久
  - これまで、『峰山郷土史』等で高久は讃岐多度津藩主京極高庭の2男で峰山へ養子となり、日頃から信仰していた郷里の金毘羅大権現を迎えようと考えていたが、その現実を見ないで文化5年（1808年）にこの世を去り、家督を継いだ京極高備がその意思を継いだと記されているが近年、その誤りが正される[要出典]。京極高庭は（初代京極高通 (峰山藩主)の2男京極高昌の2代裔）分家の旗本であり、京極高長に男子が居なかった為に寛保元年（1741年）に養子に迎えられた。 京極高久は天明8年（1788年）より3年間、若年寄を務めた[要出典]。池波正太郎の『鬼平犯科帳』では、長谷川平蔵の理解ある良き上司役として描かれている[要出典]。

## 交通アクセス
- 京都丹後鉄道宮豊線峰山駅から車で約7分、徒歩15分[43]
- 丹後海陸交通金刀比羅神社前バス停から徒歩1分[要出典]
- 京都縦貫自動車道与謝天橋立インターチェンジより車で20分[44]
- 参拝者駐車場あり[45]

## 周辺情報
- 琴平新地
明治30年代に成立した、峰山の17軒の生糸縮緬問屋の頃からの花街。明治・大正・昭和・平成と縮緬織物産業と盛衰を供にしている[46]。
- カラシナ古墳
金刀比羅神社本殿の奥、愛宕山山頂にある愛宕神社の境内一体がカラシナ古墳である。忌部式土器の破片が多く掘り出され、うわぐすりを掛けられたものも見つかっている[7]。